# VfB Leipzig (1991)
Der Verein für Bewegungsspiele Leipzig, kurz VfB Leipzig, war ein Sportverein in Leipzig. Bis 1991 hieß er 1. FC Lokomotive Leipzig und sieht sich als Nachfolger des 1945 aufgelösten VfB Leipzig. In den Folgejahren entwickelte sich aus dem reinen Fußball- ein Mehrspartenverein (Handball, Volleyball, Schach). Der Verein ging 2004 in Insolvenz. Im Jahr 2018 wurde die Insolvenz erfolgreich beendet. Die Nachfolge in der Fußballsparte trat der „wiedergeborene“ 1. FC Lokomotive Leipzig an. Aus der Handballsparte ging der HC Leipzig, aus der Volleyballabteilung der VV Leipzig und aus der Schachabteilung der VfB Schach Leipzig hervor. Im Oktober 2021 fusionierte der Verein mit dem Nachfolgeklub 1. FC Lokomotive Leipzig, der die Traditionslinie seit 1893 nun auch offiziell fortsetzt.
Heimstadion der VfB-Fußballer war das Bruno-Plache-Stadion in Leipzig-Probstheida.

## Geschichte

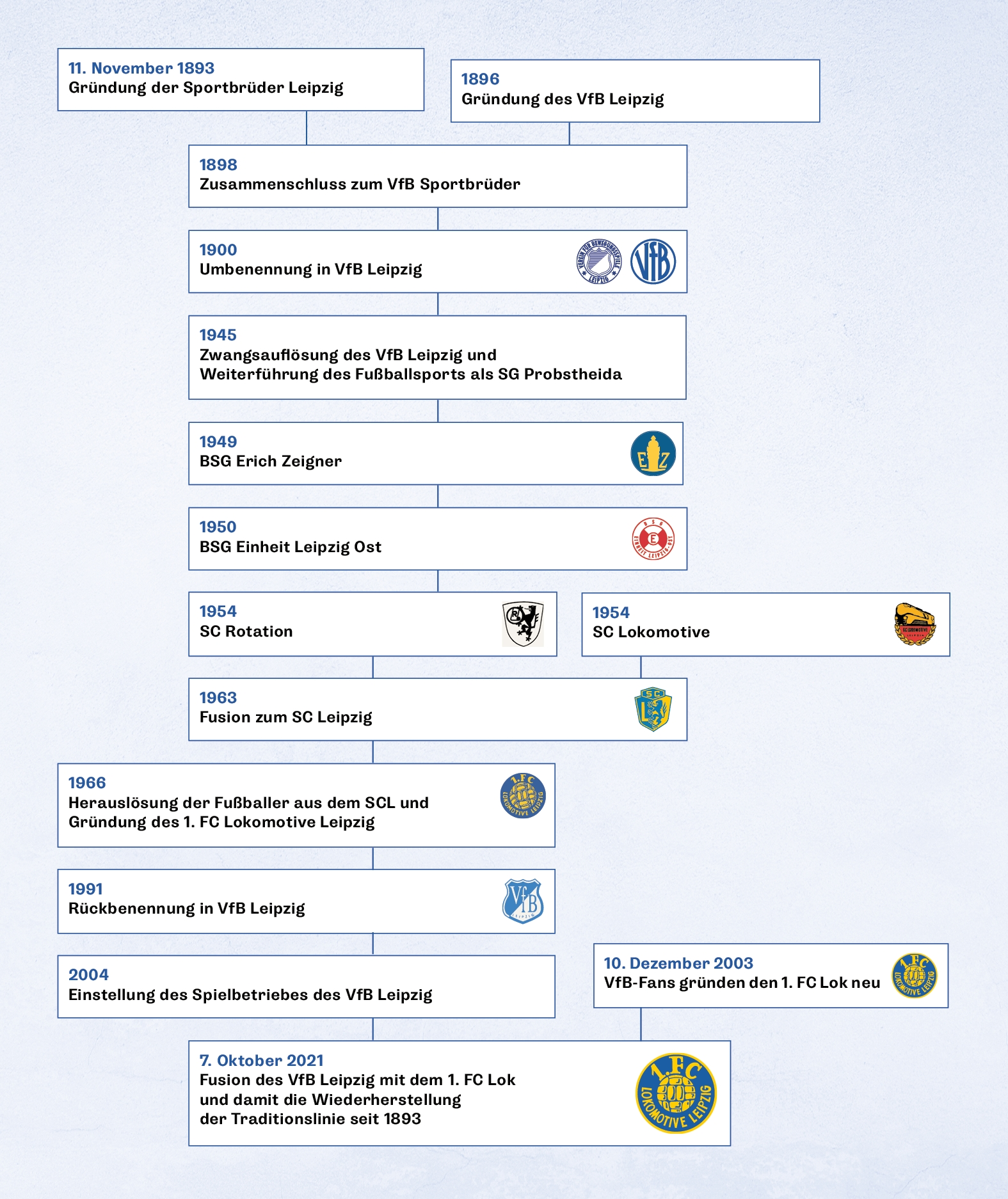
Historische Namensentwicklung des VfB Leipzig und seiner Nachfolger

Bereits im November 1989 gab es in Leipzig Bestrebungen, unter dem Traditionsnamen VfB Leipzig einen finanzkräftigen Verein mit einer schlagkräftigen Fußball-Mannschaft zu schaffen. Seitens der damals noch bestehenden BSG Chemie Leipzig, die ihre Eigenständigkeit behalten wollte, wurde das Fusionsangebot aus Probstheida aber abgelehnt. Während der Saison 1990/91 setzten sich bei Präsident Karl Drößler ehemalige Mitglieder des VfB Leipzig für die Wiederaufnahme der Traditionslinie ein. Auch die Mitglieder des 1. FC Lokomotive Leipzig folgten dieser Idee und beschlossen am 28. Mai 1991 in Erinnerung an den dreimaligen deutschen Meister VfB Leipzig die Umbenennung. Ab dem 1. Juli 1991 hieß der Verein wieder VfB Leipzig.
Mit diesem Schritt wurde der Grundstein für einen neuen bürgerlichen Großverein gelegt. Im Laufe der Zeit traten neue Abteilungen bei und bestehende verließen den Verein. Es folgten zwei Insolvenzverfahren in den Jahren 2000 und 2004. Nach dem zweiten Insolvenzverfahren wurde durch die Gläubigerversammlung am 21. April 2004 die Erstellung eines Insolvenzplans abgelehnt. Die Mannschaften des VfB Leipzig wurden zum Ende der Saison 2003/04 vom Spielbetrieb abgemeldet.
Während die Jugend- und Frauenmannschaften, die Mitte der 1990er Jahre gegründet worden waren, in den neu gegründeten 1. FC Lokomotive Leipzig integriert wurden, bestand die erste Männermannschaft nicht mehr.
Die 1991 dem Verein beigetretenen Schachspieler gründeten 2004 den Verein VfB Schach Leipzig.
Im Jahr 1993 wurde im VfB Leipzig eine Handballabteilung gegründet. Nachdem der SC Leipzig, aus dem auch der 1. FC Lokomotive Leipzig entstand, sich 1993 auflöste, wechselten die Handballerinnen geschlossen zum VfB Leipzig, während die Handball-Herren sich dem SC DHfK Leipzig anschlossen. Um der drohenden Insolvenz zuvorzukommen, verließ die Abteilung Handball 1999 den Verein und gründete mit dem HC Leipzig einen eigenen Verein.
Im Jahr 1998 wechselten nach den Handballerinnen des SC Leipzig auch die Volleyballspieler zum VfB Leipzig. Nach nur einem Jahr verließen diese den Verein wieder und gründeten genauso wie die Abteilung Handball mit dem VV Leipzig einen eigenen Verein.

## Abteilung Fußball

### Geschichte

#### 1991–1993: Vom Abstiegskandidaten zum Aufsteiger
| Saison                                                                                             | Liga              | Platz | S  | U  | N  | Tore  | Punkte | DFB-Pokal |
| -------------------------------------------------------------------------------------------------- | ----------------- | ----- | -- | -- | -- | ----- | ------ | --------- |
| 1991/92                                                                                            | 2. Bundesliga Süd | 7.    | 10 | 11 | 11 | 42:42 | 31:33  | 3. Runde  |
| 1992/93                                                                                            | 2. Bundesliga     | 3.    | 22 | 14 | 10 | 66:45 | 58:34  | 3. Runde  |
| Grün unterlegte Spielzeiten kennzeichnen einen Aufstieg, rot unterlegte Spielzeiten einen Abstieg. |                   |       |    |    |    |       |        |           |

Noch als 1. FC Lokomotive Leipzig hatte sich die Mannschaft in der letzten Saison der DDR-Oberliga für die 2. Bundesliga qualifiziert. Durch die Aufnahme von sechs Mannschaften aus der DDR-Oberliga wurde die 2. Bundesliga in der Saison 1991/92 in zwei Staffeln mit je zwölf Mannschaften aufgeteilt. Der VfB Leipzig wurde in die Staffel Süd eingeteilt und belegte nach der Hinspielrunde den 9. Platz, womit er an der Abstiegsrunde teilnahm. Eine Ursache für dieses unerwartet schlechte Abschneiden der Leipziger war der frühzeitig verletzungsbedingte Ausfall der Leistungsträger Halata und Kreer, der nicht zu kompensieren war. Um die 2. Liga dennoch zu halten, ließ der VfB schon im Herbst 1991 auf dem Transfermarkt nichts unversucht. So wurde Ende Oktober 1991 die spektakuläre Verpflichtung des damals 36-jährigen französischen Altinternationalen Didier Six bekanntgegeben, der einen Vertrag bis zum Saisonende erhielt. Da das Bruno-Plache-Stadion als nicht mehr zweitligatauglich angesehen wurde, musste der VfB die Abstiegsrunde in der Schüssel des Zentralstadions austragen. In dieser musste der VfB bis zum letzten Spieltag zittern, ehe er sich mit einem 1:0-Heimsieg gegen den TSV 1860 München den Klassenerhalt sicherte.
In der darauffolgenden Saison wurde wieder in einer eingleisigen 2. Bundesliga mit 24 Mannschaften gespielt. Dies hätte jedoch fast ohne den VfB stattgefunden. Der DFB forderte zunächst bis zum 10. Juni 1992 eine Bürgschaft über Sponsorengelder in Höhe von 1 Million DM für die Lizenzfreigabe. Nach erfolgreichem Einspruch erhielt der sächsische Zweitligist die Lizenz. Mit einem 4,5 Millionen-Etat und fünf Neuverpflichtungen, darunter Hans-Jürgen Heidenreich und Dieter Hecking startete der VfB in die Mammutsaison mit 46 Spieltagen. Schon frühzeitig konnten sich die Sachsen im oberen Bereich der Tabelle etablieren, sie blieben immer in Reichweite zu den drei Aufstiegsplätzen. Auch Rückschläge konnten die Mannschaft dabei nicht beirren. So wurde im Januar 1993 Torjäger Bernd Hobsch, der bis dahin 15 Saisontore in 25 Spielen erzielt hatte, für 2,2 Millionen DM an Werder Bremen verkauft. Im Februar wurde der Wechsel von Trainer Jürgen Sundermann zum mit um den Bundesligaaufstieg kämpfenden Konkurrenten Waldhof Mannheim zum Saisonende bekannt. Sundermann hatte für eine Vertragsverlängerung um 35 % höhere Bezüge beim Ligaverbleib und um 65 % höhere Bezüge beim Bundesligaaufstieg gefordert. Diese Forderungen konnte der Verein nicht realisieren. Zumindest sportlich konnte der VfB kurzfristig Ersatz finden, indem Ende Februar der Brasilianer Franklin Bittencourt von Fluminense Rio de Janeiro ausgeliehen wurde, der in 15 Saisonspielen noch fünf Tore schoss. In der Trainerfrage konnte Ende April 1993 ein Nachfolger für Sundermann verpflichtet werden, die Vereinsführung war sich mit dem ehemaligen DDR-Nationaltrainer Bernd Stange einig geworden. Schon ab dem Frühjahr 1993 hatte sich nach den am 42. Spieltag schon aufgestiegenen Freiburgern eine Dreiergruppe aus dem MSV Duisburg, dem VfB und pikanterweise dem SV Waldhof Mannheim, Sundermanns zukünftigem Arbeitgeber, auf den Plätzen zwei bis vier festgesetzt. Am 44. Spieltag erzielte der VfB durch einen 3:0-Heimsieg gegen Jena bei einem gleichzeitigen Unentschieden der Waldhöfer in Braunschweig einen Punkt mehr als die bis dahin punktgleichen Mannheimer und konnte sich auf Platz drei festsetzen. Am vorletzten Spieltag kam es zum direkten Duell in Mannheim. Nach einem hektischen Spiel, welches die Leipziger nur mit neun Spielern beendeten, stand es am Ende 0:0. So musste der letzte Spieltag die Entscheidung über den Aufstieg bringen. Mit einem Sieg der Waldhöfer in Wuppertal bei gleichzeitiger Niederlage der Leipziger zuhause gegen Mainz wären die Kurpfälzer noch am VfB vorbeigezogen. Nach 45 Minuten lag Mannheim auch mit 1:0 in Führung, während vor 38.000 Zuschauern im Zentralstadion noch keine Tore gefallen waren. Nach 51 Spielminuten stand es jedoch 3:1 für Wuppertal, kurz darauf brachten Rische (60.) und Anders (68.) mit einem Doppelschlag die Leipziger in Führung. Am Ende verlor Mannheim 3:4 in Wuppertal und der VfB stieg mit 3 Punkten Vorsprung vor den Waldhöfern als dritte Mannschaft neben dem SC Freiburg und dem MSV Duisburg in die Bundesliga auf.
| Die Aufstiegsmannschaft von 1993 |
| --- |
| Maik Kischko (46 Spiele/– Tore) Matthias Lindner (46/3) Torsten Kracht (43/3), Frank Edmond (46/5), Nico Däbritz (39/3), Dieter Hecking (31/1), Matthias Liebers (22/0), Uwe Bredow (38/0) Bernd Hobsch (25/15), Jürgen Rische (46/10), Dirk Anders (42/12) Trainer: Jürgen Sundermann |
| außerdem: Uwe Trommer (20/–), Helmut Gabriel (30/1), Gennadij Grishin (19/3), Sarfo Gyamfi (4/–), Jörg Engelmann (25/4), Franklin Bittencourt (15/5), Janusz Turowski (14/1), Hans-Jürgen Heidenreich (40/–)                                                                           |

#### 1993–1994: Abenteuer Bundesliga
| Saison                                                                                             | Liga       | Platz | S | U  | N  | Tore  | Punkte | DFB-Pokal |
| -------------------------------------------------------------------------------------------------- | ---------- | ----- | - | -- | -- | ----- | ------ | --------- |
| 1993/94                                                                                            | Bundesliga | 18.   | 3 | 11 | 20 | 32:69 | 17:51  | 2. Runde  |
| Grün unterlegte Spielzeiten kennzeichnen einen Aufstieg, rot unterlegte Spielzeiten einen Abstieg. |            |       |   |    |    |       |        |           |

In die Bundesligasaison 1993/94 startete der VfB unter seinem Trainer Bernd Stange mit denkbar schlechten Voraussetzungen. So musste man im ungeliebten, riesigen Zentralstadion spielen, dessen zugelassenes Fassungsvermögen durch finanzielle Unterstützung der Stadt auf 50.000 Zuschauer erhöht worden war. Dennoch rechnete man nicht zuletzt durch innerstädtische Zuneigung zum Ortsrivalen FC Sachsen Leipzig mit einem kalkulierten Zuschauerschnitt von 8000 Besuchern, und das als Erstligist. Zudem gestaltete sich die Verstärkung des Kaders als schwierig. Nach dem Abgang von Kapitän Torsten Kracht zum VfB Stuttgart gelang auf dieser Position kein adäquater Ersatz. Im Sturm konnte nach dem Weggang von Bernd Hobsch mit Steffen Heidrich vom Chemnitzer FC und Florian Weichert, der nach dem zweiten Saisonspieltag noch vom Hamburger SV verpflichtet werden konnte, immerhin erstligareife Verstärkung gefunden werden. Wunschkandidat und Lok-Ikone Olaf Marschall zog es zu Dynamo Dresden, Marco Grassis Verpflichtung scheiterte an der selbst auferlegten Transferhöchstsumme von 1 Million DM. Als Saisonetat standen den Leipzigern 8,5 Millionen DM zur Verfügung. Zum Saisonauftakt empfing der VfB gleich den sächsischen Konkurrenten aus Dresden. Das Duell endete vor 32.000 Zuschauern 3:3, wobei Olaf Marschall alle drei Dresdener Tore schoss. Allerdings gestaltete sich in der Folge der Saisonverlauf nicht wie erhofft. Nach dem 11. Spieltag stand der VfB erstmals auf einem Abstiegsplatz. Zum Rückrundenstart in Dresden stießen die Dynamos die Leipziger mit einem 1:0-Heimsieg erstmals auf den letzten Tabellenplatz, den sie auch nicht mehr verlassen konnten. In die Winterpause ging der VfB mit 16:35 Toren und 13:27 Punkten aus 20 Spielen. Um den Abstieg zu verhindern, wurde noch vor Weihnachten 1993 der in Stuttgart nicht glücklich gewordene Torsten Kracht zurückgeholt. Eine zumindest nominell spektakuläre Verpflichtung gelang Manager Klaus Dietze um die Jahreswende 1993/94  mit der Ausleihe des jugoslawischen Stürmers Darko Pančev vom italienischen Spitzenklub Inter Mailand, der in 14 möglichen Spielen immerhin zehn Mal zum Einsatz kam. Nach zwei Auftaktniederlagen nach der Winterpause wurde nun auch Trainer Stange entlassen. Mit Jürgen Sundermann wurde der Aufstiegstrainer der vorherigen Saison verpflichtet. Unter ihm erreichte man allerdings auch nur drei Punkte in acht Spielen, so dass er nach dem 30. Spieltag am 8. April 1994 schon wieder entlassen wurde. Den Rest der Saison wurde das Team von Damian Halata, der bis dahin als Co-Trainer agierte, betreut. Unter seiner Leitung gelang in vier Spielen noch ein Unentschieden. Somit stieg die Mannschaft mit nur drei Siegen und elf Unentschieden als Tabellenletzter ab. Die Siege konnte man gegen Borussia Dortmund, Eintracht Frankfurt und den Karlsruher SC feiern. Mit nur 17 Punkten belegt der VfB Leipzig in der ewigen Tabelle der Bundesliga vor dem SC Tasmania 1900 Berlin den vorletzten Platz.

#### 1994–1998: Kampf um den Wiederaufstieg
| Saison                                                                                             | Liga          | Platz | S  | U  | N  | Tore  | Punkte | DFB-Pokal |
| -------------------------------------------------------------------------------------------------- | ------------- | ----- | -- | -- | -- | ----- | ------ | --------- |
| 1994/95                                                                                            | 2. Bundesliga | 13.   | 11 | 08 | 15 | 44:44 | 30:38  | 1. Runde  |
| 1995/96                                                                                            | 2. Bundesliga | 09.   | 13 | 06 | 15 | 35:49 | 45     | 2. Runde  |
| 1996/97                                                                                            | 2. Bundesliga | 08.   | 12 | 10 | 12 | 53:54 | 46     | 1. Runde  |
| 1997/98                                                                                            | 2. Bundesliga | 15.   | 10 | 09 | 15 | 31:51 | 39     | 2. Runde  |
| Grün unterlegte Spielzeiten kennzeichnen einen Aufstieg, rot unterlegte Spielzeiten einen Abstieg. |               |       |    |    |    |       |        |           |

Nach dem Bundesligaabstieg versuchte man in der 2. Bundesliga vergeblich durch häufige und meist kostenintensive Trainer- und Spielerwechsel die Aufstiegsränge zu erreichen. In der Saison 1994/95 geriet der VfB unter dem neuverpflichteten Trainer Tony Woodcock relativ schnell in Abstiegsgefahr, nach 11 Spieltagen standen die Sachsen mit nur 5 Punkten auf Platz 17. Unter Trainer Gustl Starek erreichte die Mannschaft 25 Punkte und konnte am Saisonende mit einem 13. Platz die Klasse halten. In der Folgesaison steckte der VfB wieder über die gesamte Saison im Abstiegskampf. Um die nötigen Punkte für den Klassenerhalt zu holen, wurde Trainer Starek nach dem 32. Spieltag entlassen. Der VfB stand zu diesem Zeitpunkt auf Platz zehn, hatte aber nur drei Punkte Abstand zu einem Abstiegsplatz. Unter Damian Halata konnten die Sachsen am vorletzten Spieltag durch einen Siegtreffer von Nico Däbritz in der letzten Spielminute gegen die SpVgg Unterhaching den Klassenerhalt perfekt machen. Für die Saison 1996/97 wurde als Trainer Sigfried Held verpflichtet. Zwar gerieten die Sachsen nie wirklich in Abstiegsgefahr, aber der Klassenerhalt wurde auch erst kurz vor Schluss endgültig geschafft, wenngleich man mit Platz acht am Ende einen Mittelfeldplatz belegte. In der Spielzeit 1997/98 geriet der VfB trotz der Verpflichtung von erstligaerfahrenen Spielern wie Roland Wohlfarth, Ulf Mehlhorn oder Matthias Maucksch relativ schnell in Abstiegsgefahr. Nach einer 6:0-Niederlage in Meppen wurde daraufhin Trainer Held am 7. Oktober 1997 entlassen. Wieder sollte es nun Feuerwehrmann Damian Halata richten. Fünf Spieltage vor Saisonende hatten die Sachsen sechs Punkte Vorsprung vor einem Abstiegsplatz. Nach drei Niederlagen in Folge rutschte der VfB jedoch am 31. Spieltag erstmals auf Platz 15 ab. Danach gelang den Leipzigern kein weiterer Sieg. Am letzten Spieltag kam es dann zum Aufeinandertreffen mit dem direkten Abstiegskonkurrenten aus Wattenscheid, der vor dem Spiel einen Punkt vor dem VfB lag. Vor 10.200 Zuschauern im Bruno-Plache-Stadion gelang den Sachsen allerdings statt des notwendigen Sieges nur ein torloses Unentschieden, so dass damit der VfB Leipzig in die Regionalliga Nordost absteigen musste.

#### 1998–2004: Abstiege und Insolvenz
| Saison                                                                                             | Liga                 | Platz | S  | U  | N  | Tore  | Punkte | DFB-Pokal |
| -------------------------------------------------------------------------------------------------- | -------------------- | ----- | -- | -- | -- | ----- | ------ | --------- |
| 1998/99                                                                                            | Regionalliga Nordost | 02.   | 21 | 07 | 06 | 59:28 | 70     | 1. Runde  |
| 1999/00                                                                                            | Regionalliga Nordost | 09.   | 14 | 07 | 13 | 43:36 | 49     | –         |
| 2000/01                                                                                            | Oberliga NOFV-Süd    | 02.   | 23 | 06 | 05 | 65:27 | 75     | –         |
| 2001/02                                                                                            | Oberliga NOFV-Süd    | 04.   | 20 | 08 | 04 | 55:18 | 68     | –         |
| 2002/03                                                                                            | Oberliga NOFV-Süd    | 04.   | 20 | 07 | 07 | 57:23 | 67     | –         |
| 2003/04                                                                                            | Oberliga NOFV-Süd    | 17.   | 10 | 04 | 06 | 38:21 | 34     | –         |
| Grün unterlegte Spielzeiten kennzeichnen einen Aufstieg, rot unterlegte Spielzeiten einen Abstieg. |                      |       |    |    |    |       |        |           |

In der ersten Drittligasaison 1998/99 sollte unter dem neuen Präsidenten, Medienunternehmer Ralph Burkei, der sofortige Wiederaufstieg gestemmt werden. Dazu wurden erfahrene, aber auch teure Spieler aus dem Profibereich wie Marco Dittgen, Willi Kronhardt, Frank Seifert oder Igor Lazic verpflichtet. Hinzu kam mit Hans-Ulrich Thomale der Trainer, der für eine der erfolgreichsten Zeiten des Vorgängers Lok Leipzig stand. Und nach der Hinrunde stand der VfB nach holprigem Start vor der punktgleichen Mannschaft von Union Berlin auf Platz eins. Diese Platzierung konnte auch bis in den März 1999 gehalten werden. Dann reichten jedoch in dieser mit spielstarken Teams besetzten Spielklasse zwei Unentschieden in Folge um auf Platz zwei abzurutschen. Dies veranlasste die Vereinsführung, einen Trainerwechsel vorzunehmen. Auf Thomale folgte Dragoslav Stepanović, unter dem der VfB trotz einer anfänglichen Siegserie von fünf Spielen die führenden Chemnitzer nicht mehr gefährden konnte. Ein Unentschieden am drittletzten Spieltag gegen Zwangsabsteiger Spandauer SV besiegelte alle Aufstiegsträume, am Ende kamen die Leipziger mit sieben Punkten Abstand auf Staffelsieger Chemnitzer FC auf Platz zwei ein. Die darauffolgende Saison bot durch die Zusammenlegung der bis dahin vier Regionalligastaffeln auf nur zwei eine erneute sportliche Herausforderung. Nach einem Fehlstart der wieder mit namhaften Spielern wie Burkhard Reich oder Alexander Dürr verstärkten Mannschaft, bei dem aus den ersten fünf Spielen nur sieben Punkte erzielt wurden, folgte die Entlassung von Trainer Stepanovic, auch Präsident Burkei trat zurück. Nun sollte es der bis dahin als Co-Trainer agierende Joachim Steffens schaffen. Um in der drittklassigen Regionalliga sicher zu bleiben, war mindestens Tabellenplatz sechs notwendig. Durch fehlende Einnahmen und unvermindert hohe Ausgaben entstand im Saisonverlauf jedoch eine so große Finanzlücke (17 Mio. DM), dass der einzige Ausweg in einem Insolvenzverfahren gesehen wurde. Die Gläubiger stimmten dem Insolvenzantrag im Jahr 2000 zu. Die Folge waren Spielerverkäufe und damit ein Absinken der sportlichen Qualität, was sich alsbald auch in der Tabelle zeigte. Zwar rang der VfB lange noch mit anderen Vereinen um den Relegationsplatz sieben, doch am Ende reichte es nur für Neun. Infolge der Regionalligareform bedeutete dies den Abstieg in die viertklassige Oberliga Nordost-Süd.
In der ersten Oberligasaison 2000/2001 spielte der VfB trotz einer quasi neuen Mannschaft, die sich vor allem aus Spielern der II. Mannschaft zusammensetzte, eine überraschend gute Rolle und kam zu Saisonende auf Platz zwei ein. In der darauffolgenden Saison wurde mit dem Dresdner Idol Dixie Dörner als Trainer erneut versucht, den Aufstieg in die Drittklassigkeit zu erreichen, doch diesmal reichte es nur für Platz vier, wie auch in der Saison 2002/2003, was besonders schmerzte, da gleichzeitig der Lokalrivale FC Sachsen Leipzig in die Regionalliga aufstieg. Der Schuldenberg wuchs in diesen Spielzeiten infolge des inkonsequent durchgeführten Insolvenzverfahrens von 1999 und weiter verfehlter Finanzpolitik in den Jahren 2000 bis 2003 auf 4,8 Millionen Euro. Unter dem neuen Trainer Hermann Andreev und dem nach Probstheida zurückgekehrten Kapitän Torsten Kracht sollte in der Saison 2003/04 trotzdem der Aufstieg in Angriff genommen werden. Anfang 2004 wurde jedoch ein erneutes Insolvenzverfahren eingeleitet. Der VfB spielte infolgedessen ab dem 19. Spieltag nur noch Pflichtfreundschaftsspiele und stand als Absteiger bereits fest. Spieler- und Trainerwechsel waren die Folge. Die Gläubigerversammlung entschied am 21. April 2004 die Auflösung des Traditionsvereins, die im Juli 2004 vollzogen wurde.
Die erste Männermannschaft wurde aufgelöst. Die erfolgreichen Nachwuchsmannschaften und die Fußballerinnen (2. Frauen-Bundesliga), die alle in ihren Spielklassen verblieben, wurden vom neugegründeten 1. FC Lokomotive Leipzig übernommen.

#### 2021: Sanierung und Fusion mit Lok Leipzig
Anfang Februar 2021 vermeldeten verschiedene Medien die durch den VfB Leipzig erlangte Schuldenfreiheit nach Abschluss des Insolvenzverfahrens. Der weiterhin bestehende Verein hatte zu diesem Zeitpunkt noch 17 Mitglieder und wählte bereits im Januar Jens Peter Hirschmann, bis dahin Aufsichtsratsvorsitzender des Nachfolgervereins Lok Leipzig, zum Nachfolger des scheidenden Präsidenten Dirk Sander. Der VfB und der 1. FC Lokomotive strebten eine Fusion an, die Anfang Oktober 2021 vollzogen wurde.

### Sportliche Erfolge
- Deutsche Fußballmeisterschaft
  - Teilnahme an der Fußball-Bundesliga: 1993/94
- 2. Bundesliga
  - Dritter: 1993
- Regionalliga Nordost
  - Vize-Meister: 1999
- Oberliga Nordost
  - Vize-Meister: 2001
- Sächsischer Fußballpokal
  - Sieger: 1996 (2. Mannschaft)
  - Finalist: 2000

### Trainer
- Jürgen Sundermann (28. Mai 1991 – 30. Juni 1993)
- Bernd Stange (1. Juli 1993 – 21. Februar 1994)
- Jürgen Sundermann (22. Februar 1994 – 8. April 1994)
- Damian Halata (9. April 1994 – 30. Juni 1994)
- Tony Woodcock (1. Juli 1994 – 30. Oktober 1994)
- August „Gustl“ Starek (31. Oktober 1994 – 30. Mai 1996)
- Damian Halata (1. Juni 1996 – 30. Juni 1996)
- Sigfried Held (1. Juli 1996 – 7. Oktober 1997)
- Damian Halata (8. Oktober 1997 – 30. Juni 1998)
- Hans-Ulrich Thomale (1. Juli 1998 – 28. März 1999)
- Dragoslav Stepanović (29. März 1999 – 29. August 1999)
- Joachim Steffens (30. August 1999 – 22. Juli 2001)
- Hans-Jürgen Dörner (23. Juli 2001 – 26. März 2003)
- Detlef Schößler (27. März 2003 – 3. Juni 2003)
- Hermann Andreev (24. Juni 2003 – 19. März 2004)
- Michael Breitkopf, Jörg Engelmann (20. März 2004 – 22. April 2004)
- Mike Sadlo (23. April 2004 – 30. Juni 2004)

### Bekannte Spieler
- Nicky Adler

- Matthias Breitkreutz
- Péter Disztl
- Clemens Fritz
- Dieter Hecking
- Steffen Heidrich
- Bernd Hobsch
- Ronald Kreer
- Matthias Liebers
- Matthias Maucksch
- Ulf Mehlhorn
- Darko Pančev
- Burkhard Reich
- Jürgen Rische
- Marco Rose
- Gunnar Sauer
- Detlef Schößler
- Jan Seifert
- Didier Six
- Ronald Werner
- Roland Wohlfarth
- Markus Wuckel

## Abteilung Frauenfußball

### Geschichte
Mitte der 1990er Jahre gründete sich im VfB Leipzig die Abteilung Frauenfußball. Zum Ende des VfB Leipzig konnte die Frauenmannschaft ihre größte Erfolge feiern. In der Saison 2002/03 stieg die Mannschaft aus der Landesliga in die Regionalliga Nordost auf. Zuvor war dies mit dem SV Post Leipzig erst einer Leipziger Mannschaft geglückt. Gleich in der ersten Regionalliga-Saison belegte die Mannschaft den fünften Platz und qualifizierte sich dadurch für die 2. Bundesliga. Nach der Auflösung des VfB Leipzig schloss sich die Frauenfußballabteilung den neu gegründeten 1. FC Lokomotive Leipzig an.

### Erfolge
- Aufstieg in die Regionalliga Nordost: 2002/03
- Aufstieg in die 2. Bundesliga: 2004/05

## Abteilung Handball

### Geschichte

#### 1993–1995: Beitritt und Etablierung in der Bundesliga
| Saison  | Liga       | Platz | S  | U | N  | Tore    | Punkte | DFB-Pokal |
| ------- | ---------- | ----- | -- | - | -- | ------- | ------ | --------- |
| 1993/94 | Bundesliga | 4     | 15 | 2 | 09 | 571:548 | 32:20  | –         |
| 1994/95 | Bundesliga | 7     | 14 | 2 | 10 | 625:630 | 30:22  | –         |

Im Jahr 1993 wurde der SC Leipzig, aus welchen im Jahr 1966 die Fußballabteilung zum 1. FC Lokomotive ausgegliedert wurde, aufgelöst und die erfolgreichen Handballfrauen und -männer mussten sich eine neue Heimat suchen. Während die Männer sich dem Lokalrivalen SC DHfK Leipzig anschlossen, entschieden sich die Frauen, sich dem VfB Leipzig anzuschließen.
Nachdem man als SC Leipzig in der Saison 1992/93 den dritten Platz belegt hatte, belegten sie in ihrer Premierensaison 1993/94 als VfB Leipzig den vierten Platz in der Handball-Bundesliga. In der darauffolgenden Saison konnte die Mannschaft an ihre guten Leistungen der Vorsaison nicht anknüpfen und musste sich mit dem siebten Platz und damit einen Mittelfeldplatz begnügen.

#### 1995–1999: sportlicher Erfolg und Austritt
| Saison  | Liga       | Platz | S  | U | N | Tore    | Punkte | DFB-Pokal     |
| ------- | ---------- | ----- | -- | - | - | ------- | ------ | ------------- |
| 1995/96 | Bundesliga | 2     | 21 | 1 | 4 | 718:597 | 43:09  | Sieger        |
| 1996/97 | Bundesliga | 2     | 16 | 0 | 6 | 615:533 | 32:12  | Platz 3       |
| 1997/98 | Bundesliga | 1     | 17 | 2 | 3 | 649:547 | 36:08  | Viertelfinale |
| 1998/99 | Bundesliga | 1     | 19 | 0 | 3 | 639:515 | 38:06  | –             |

In der Saison 1995/96 sorgten die Leipzigerinnen wieder für Aufsehen. In der Liga belegte die Mannschaft hinter dem Serienmeister TuS Walle Bremen den zweiten Platz. Im DHB-Pokal besiegten der VfB Leipzig die Mannschaft aus Bremen im Halbfinale knapp mit 28:29. Im Finale traf die Mannschaft auf den Buxtehuder SV und konnte zum ersten Mal durch einen erneut knappen 23:22-Sieg zum ersten Mal den DHB-Pokal gewinnen. In der darauffolgenden Saison konnte die Mannschaft die Ergebnisse aus der Vorsaison bestätigen. In der Liga belegte man hinter dem TV Lützellinden den zweiten Platz und im DHB-Pokal erreichte man das Halbfinale. In Riesa verlor man das Halbfinale gegen den späteren Pokalsieger BV Borussia 09 Dortmund. Im Spiel um Platz 3 setzte man sich mit 32:26 gegen den TuS Walle Bremen durch.
In der Saison 1997/98 entwickelte sich einer der spannendsten Kämpfe um den deutschen Meistertitel in der Geschichte der Bundesliga. Bis zum vorletzten Spieltag lag der Titelverteidiger TV Lützellinden mit einem Punkt vor dem VfB Leipzig und mit zwei Punkten vor den BV Borussia 09 Dortmund. Am vorletzten Spieltag spielte der TV Lützellinden nur Unentschieden, währenddessen die Leipzigerinnen ihr Spiel gewannen. Dadurch schoben sich die Leipziger aufgrund des besseren Torverhältnissen an Titelverteidiger vorbei. Der BFV blieb ebenfalls durch einen Sieg dem Kampf um den Meistertitel erhalten. Am letzten Spieltag sicherten sich die Leipzigerinnen durch einen hohen 32:18-Erfolg gegen den Tabellenvorletzten SG Minden/Minderheide, weil der TV Lützellinden nur mit 29:23 gegen die Handballerinnen von Borussia Dortmund gewannen, den ersten gesamtdeutschen Meistertitel durch ein um 11 Tore besseres Torverhältnis.
Die Mannschaft von Maik Nowak konnte in der Saison 1998/99 auf die erfolgreiche Vorsaison aufbauen und gewann 19 der 22 Bundesligaspiele. Am Saisonende verteidigten sie ihren Meistertitel mit fünf Punkten Vorsprung vor Borussia Dortmund. Mit diesen Meistertitel ging die Handballgeschichte vom VfB Leipzig zu Ende. Die Handballabteilung war die einzige Abteilung des VfB, welche sowohl sportlich als auch finanziell erfolgreich war. Deswegen wollte die Abteilung nicht von der drohenden Insolvenz in Schieflage gebracht werden und man entschied sich, mit den HC Leipzig einen eigenen Verein und reinen Frauenhandballverein zu gründen.

### Erfolge
- Deutscher Meister: 1997/98, 1998/99
- Deutscher Vizemeister: 1995/96, 1996/97
- DHB-Pokalsieger: 1995/96

### Bekannte Spielerinnen
- Grit Jurack
- Mandy Kerkossa
- Kerstin Knüpfer
- Ulrike Mertesacker
- Ingrida Radzevičiūtė
- Nora Reiche
- Michaela Schanze
- Alexandra Uhlig
- Nikola Pietzsch

## Abteilung Volleyball
Die Volleyballabteilung des SC Leipzig wechselte nach dessen Auflösung 1998 zum VfB Leipzig. In der Saison 1998/99 spielte die Männermannschaft in der 1. Bundesliga. 2000 gründeten die Volleyballer einen neuen Verein, den VV Leipzig.